# منتزه الباندا الوطني
 منتزه الباندا الوطني  هو وجهة سياحية ساحرة تقع في إحدى الدول الآسيوية، حيث يتمتع بتضاريس جغرافية متنوعة وثروة حيوانية ونباتية فريدة. يعتبر المنتزه بيئة مواتية للباندا العملاقة، وهو الكائن الرمزي والمهدد الانقراض. يجذب المنتزه آلاف الزوار سنويًا الذين يتوافدون للاستمتاع بجمال الطبيعة ورؤية هذا الكائن الرائع. يشتهر المنتزه بجباله وغاباته الكثيفة وأنهاره الجارية، مما يخلق مشهدًا ساحرًا يستحق الاستكشاف والاستمتاع. سنستكشف في هذه المقالة تاريخ المنتزه وما يحتويه من تنوع بيولوجي والجهود المبذولة للحفاظ على هذا البيئة الفريدة وحماية الباندا العملاقة.

## التاريخ
منتزه الباندا الوطني هو منتزه وطني يقع في جمهورية الصين الشعبية، ويعتبر موطنًا للباندا العملاقة. تم إنشاء المنتزه في عام 1958، حيث تم اختياره ليكون منطقة حماية للباندا العملاقة والتنوع البيولوجي الفريد في المنطقة. وقد تم تصنيفه فيما بعد كمحمية طبيعية في عام 1961 ومن ثم تمت ترقيته إلى منتزه وطني في عام 1982.
على مر السنين، شهد منتزه الباندا الوطني توسعًا وتطورًا كبيرًا. تم توسيع حجم المنتزه ليشمل مساحة أكبر من المناطق الجبلية والغابات والأنهار، بهدف حماية المزيد من الحياة البرية وتوفير بيئة مناسبة للباندا العملاقة وغيرها من الكائنات الحية المهددة بالانقراض.
وبفضل التركيز على الحفاظ على الباندا العملاقة وموطنها الطبيعي، أصبح منتزه الباندا الوطني معلمًا سياحيًا مهمًا وجذباً للسياح من جميع أنحاء العالم الراغبين في رؤية هذا الكائن الفريد والاستمتاع بجمال الطبيعة الساحرة في المنتزه.

## الجغرافيا والمناخ
منتزه الباندا الوطني هو منتزه وطني يقع في جبال ستشوان في مقاطعة سيتشوان بجمهورية الصين الشعبية. يعد هذا المنتزه موطنًا للعديد من الحيوانات المهددة بالانقراض، بما في ذلك الباندا العملاقة. يعتبر المنتزه حماية طبيعية هامة للتنوع البيولوجي والبيئات الطبيعية في المنطقة.
من حيث الجغرافيا، يمتد منتزه الباندا الوطني على مساحة تزيد عن 7,000 كيلومتر مربع ويشمل مناطق جبلية متنوعة. يحتوي المنتزه على سلسلة جبال تتكون من قمم عالية ووديان عميقة وشلالات رائعة. تتميز المنطقة بمناظر طبيعية خلابة وغابات كثيفة وأنهار جارية.
يتمتع منتزه الباندا الوطني بمناخ معتدل رطب. تتراوح درجات الحرارة في فصل الصيف بين 20 و 30 درجة مئوية (68-86 درجة فهرنهايت)، في حين تكون درجات الحرارة في فصل الشتاء أبرد وتتراوح بين 5 و 10 درجات مئوية (41-50 درجة فهرنهايت). تسقط الأمطار بغزارة خلال فصل الصيف والربيع، مما يعزز النمو النباتي ويساعد على الحفاظ على البيئة الطبيعية المناسبة للباندا العملاقة والكائنات الأخرى.
تعد الجغرافيا والمناخ المتنوعين في منتزه الباندا الوطني عاملين رئيسيين في توفير بيئة مثالية للحياة البرية المتنوعة التي تستوطن المنطقة، وتجعلها وجهة مثالية للزوار الذين يهتمون بالطبيعة والحياة البرية.

## الحيوانات والنباتات
منتزه الباندا الوطني هو موطن لتنوع بيولوجي هائل من النباتات والحيوانات. إليك بعض المعلومات حول النباتات والحيوانات التي تعيش في المنتزه:
النباتات:
- البامبو: يعتبر البامبو الغذاء الرئيسي للباندا العملاقة، وهو أحد النباتات المهمة في المنطقة.
- الأشجار الكبيرة: تتواجد غابات متنوعة في المنتزه تحتوي على أشجار كبيرة مثل صنوبر ستشوان وصنوبر راضيون وصنوبر بريستشوينسيس.

الحيوانات:
- الباندا العملاقة: تُعتبر الباندا العملاقة رمزًا للمنتزه، وهي حيوانات لطيفة ومهددة بالانقراض. يتميزون بفروهم الأبيض والأسود الفريد ويتغذون بشكل رئيسي على أوراق البامبو.
- القرد الذهبي النقي: يعيش هذا القرد في المنتزه ويعتبر أحد القرود الأكثر ندرة وتهديدًا في العالم. يتميز بفروه الذهبي ووجهه الأسود.
- النمر الصيني: يُعد النمر الصيني الجنوبي نوعًا نادرًا ومهددًا بالانقراض. يعيش في المناطق الجبلية والغابات في المنتزه ويتغذى على الظباء والخنازير البرية.
- الأرنب القفز الأحمر: هو أحد أصغر الحيوانات في المنتزه ويعتبر من الأنواع المهددة بالانقراض. يتميز بفروه الأحمر الزاهي وقدرته على القفز عالياً.

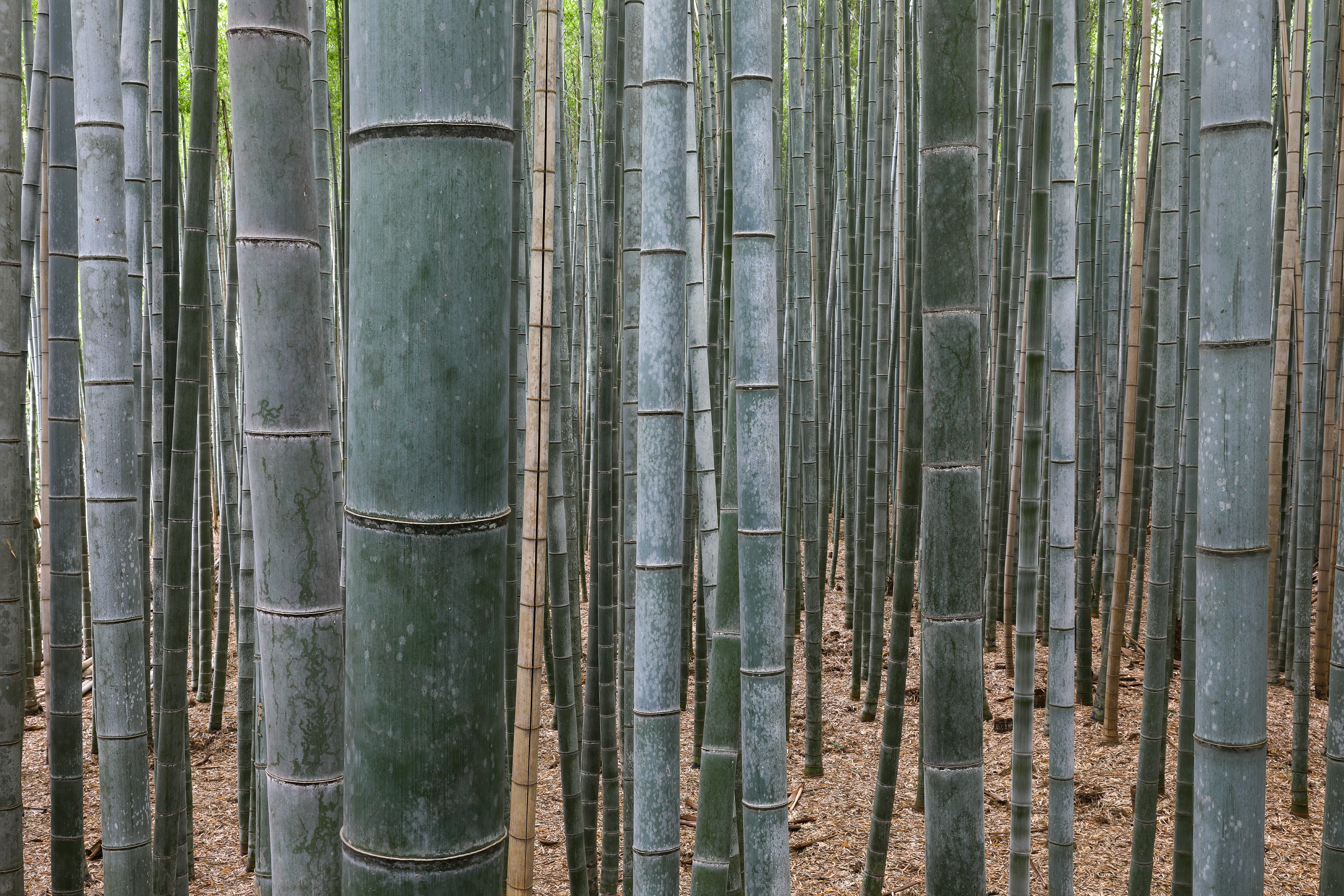
نباتات البامبو

- نباتات البامبوالثعلب الأحمر: يعيش في المناطق الجبلية والغابات وهو حيوان ليلي. يتميز بفروه الأحمر وذيله الكثيف.

## السياحة
منتزه الباندا الوطني هو وجهة سياحية شهيرة تستقطب الزوار من جميع أنحاء العالم. يوفر المنتزه تجربة فريدة للاستمتاع بالطبيعة الخلابة والحياة البرية الغنية. إليك بعض المعلومات حول السياحة في منتزه الباندا الوطني:
- مشاهدة الباندا العملاقة: يمكن للزوار رؤية الباندا العملاقة وهي تعيش في بيئتها الطبيعية وتتغذى على البامبو. يوجد مراكز حفظ وأبحاث مخصصة داخل المنتزه تعرض الباندا وتعلم الزوار عن جهود الحفاظ على هذا الكائن الرائع.
- المشي وركوب الدراجات: يتوفر في المنتزه مجموعة من المسارات والممرات الطبيعية المناسبة للمشي وركوب الدراجات. يمكن للزوار استكشاف الجبال والوديان والمناظر الخلابة والاستمتاع بالطبيعة المذهلة.
- الاستكشاف الطبيعي: يمكن للزوار الاستمتاع بالغابات الكثيفة والشلالات الجميلة والأنهار النقية داخل المنتزه. هناك مناظر طبيعية ساحرة تقدم فرصًا رائعة للتصوير والاستمتاع بالهدوء والسكينة.
- زيارة قرى التوأم: توجد في المنتزه عدة قرى توأم تعكس الثقافة والتقاليد المحلية. يمكن للزوار زيارة هذه القرى والتعرف على حياة السكان المحليين وتجربة الثقافة الشعبية والمأكولات التقليدية.
- رحلات الاستكشاف البرية: يوفر المنتزه رحلات استكشافية برية تقودها أفراد ذوي خبرة. يمكن للزوار المشاركة في رحلات لمشاهدة الحياة البرية المحلية واكتشاف المناظر الطبيعية المختلفة برفقة مرشدين محليين.

## أنظر أيضا
- متنزه كومودو الوطني

- سور الصين العظيم

- الصين